# Santuario degli uccelli migratori dell'Isola di Akimiski
Il santuario degli uccelli migratori dell'isola di Akimiski è un parco ornitologico situato sull'isola di Akimiski, nella baia di James, nella regione di Qikiqtaaluk, Nunavut, in Canada.
Fondato dal governo canadese il 1º gennaio 1941 ha lo status federale di protezione ambientale. Si estende per due terzi dell'isola, per un totale di 3,367 km² se si considera anche 1,664 km² di area marina. Include infatti componenti marittime, mesolitoranee e litoranee ed è classificato come quarta categoria dall'Unione internazionale per la conservazione della natura.
Le acque costiere e le zone umide sono importanti terreni di approvvigionamento di cibo per numerose varietà di uccelli acquatici migratori e chionidi. Questi includono popolazioni di oca colombaccio, oca del Canada, sterna maggiore, pittima dell'Hudson, oca delle nevi, piovanello maggiore e corriere semipalmato.